# Marsciano
Marsciano est une commune italienne d'environ 18 600 habitants, située dans la province de Pérouse, dans la région Ombrie, en Italie centrale.

## Monuments et patrimoine
- Église Santa Maria Assunta de Cerqueto

## Sport
- Coppa del Grano

## Administration
| Période                                  | Période  | Identité                 | Étiquette   | Qualité |
| ---------------------------------------- | -------- | ------------------------ | ----------- | ------- |
| 14 juin 2004                             | En cours | Gianfranco Chiacchieroni | Centro-Sini |         |
| Les données manquantes sont à compléter. |          |                          |             |         |

### Hameaux
Badiola, Cascina, Castello delle Forme, Castiglione della Valle, Cerqueto, Cerro, Compignano, Marsciano Stazione, Mercatello, Migliano, Monte Vibiano Vecchio, Morcella, Olmeto, Pallotta, Papiano, Pieve Caina, San Biagio della Valle, San Valentino della Collina, Sant'Apollinare, Sant'Elena, Schiavo, Spina, Via Larga, Villanova

### Communes limitrophes
Collazzone, Deruta, Fratta Todina, Pérouse, Piegaro, San Venanzo, Todi

## Jumelages
La ville de Marsciano est jumelée avec :
- Orosei (Italie) depuis 1985 ;
- Loropéni (Burkina Faso) depuis 1987 ;
- Jablonec nad Nisou (Tchéquie) depuis 1998.

## Personnalités
- Giancarlo Antognoni (1954), footballeur
- Monia Baccaille
- Luigi Salvatorelli
- Francesco Satolli